# 永宁郡 (南齐)
永宁郡，中国南北朝时设置的郡。
- 南朝齐隆昌元年（494年）升永宁县置永宁郡，治今云南省宁蒗彝族自治县西北一百十二里永宁，属宁州。辖境相当云南省宁蒗彝族自治县及四川省木里藏族自治县、盐源县、盐边县部分地。南朝梁末废永宁郡。
- 南齐改宋宁郡置永宁郡，属益州。寄治成都（今四川省成都市）。北周废永宁郡。